# Oxyethira inaequispina
Oxyethira inaequispina är en nattsländeart som beskrevs av Oliver S. Flint Jr. 1990. Oxyethira inaequispina ingår i släktet Oxyethira och familjen smånattsländor. Inga underarter finns listade i Catalogue of Life.